# Distrikt Megantoni
Der Distrikt Megantoni liegt in der Provinz La Convención der Region Cusco in Südzentral-Peru. Der am 6. Juli 2016 neu gegründete Distrikt wurde aus dem Distrikt Echarati herausgelöst. Der Distrikt Megantoni hat eine Fläche von 10.708 km². Beim Zensus 2017 lebten 7622 Einwohner im Distrikt. Die Distriktverwaltung befindet sich in der Ortschaft Camisea mit 525 Einwohnern (Stand 2017). 16 km flussaufwärts von Camisea befindet sich am rechten Flussufer des Río Urubamba eine in den 2010er Jahren errichtete Gasförderanlage. Dort befindet sich eine Landebahn (Flughafen Las Malvinas). Ein weiterer Flugplatz ist bei Nuevo Mundo (Flughafen Nuevo Mundo). Der Distrikt wird von dem indigenen Volk der Machiguenga bewohnt.

## Geographische Lage
Der Distrikt Megantoni erstreckt sich über den Nordosten der Provinz La Convención, etwa 230 km nordnordwestlich der Regionshauptstadt Cusco. Der Distrikt liegt in der vorandinen Randzone des Amazonasbeckens. Diese wird von niedrigen Höhenrücken in Ost-West-Richtung durchzogen. Der Río Urubamba durchfließt den Distrikt in überwiegend nördlicher Richtung.
Der Distrikt Megantoni grenzt im Süden und Westen an den Distrikt Echarati, im Norden an den Distrikt Sepahua in der Provinz Atalaya der Region Ucayali sowie im Osten an den Distrikt Fitzcarrald in der Provinz Manu der Region Madre de Dios.

## Ortschaften im Distrikt
Im Distrikt Megantoni gibt es folgende Ortschaften (centros poblados):
- Camaná
- Camisea
- Cashiriari
- Kirigueti
- Kochiri
- Mayapo
- Miaria
- Nueva Luz
- Nueva Vida
- Nuevo Mundo
- Puerto Huallana
- Puerto Rico
- Sababantiari
- Saringabeni
- Segakiato
- Sensa
- Shivankoreni
- Taini
- Tangoshiari
- Ticumpinia
- Timpia